# Yakov Permyakov
Yakov Permyakov (em russo:  Яков Пермяков) (?-  1712) foi um  navegador, explorador e comerciante russo, que pertencia ao povo cossaco.

## Biografia

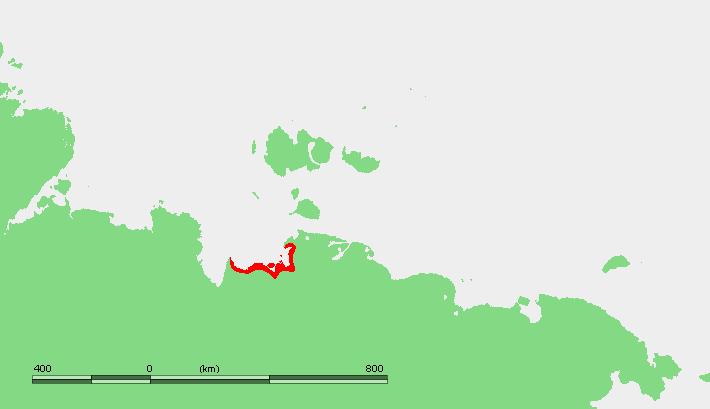
Localização da baía do rio Yana, em cujas águas congeladas foi assassinado Yakov Permyakov.

Em 1710, enquanto navegava do rio Lena até ao rio Kolyma, Permyakov observou a silhueta de umas ilhas então desconhecidas no mar em duas ocasiões distintas. Uma era Bolshoy Lyakhovsky e a outra as ilhas Medvyezhi (os nomes só foram atribuídos muitos anos depois). 
Em 1712, Permyakov e o seu companheiro Merkuri Vaguin cruzaram sobre o gelo a baía do Yana. Partindo da foz do rio Yana, chegaram até à ilha Bolshoy Lyakhovsky e exploraram a então desconhecida ilha. 
Durante o regresso desta exploração, os membros da expedição provocaram  um motim. Permyakov e Vaguin foram assassinados sobre o gelo da baía. Os cossacos tomaram o cadáver de Permyakov e incineraram-no. Não se sabe o que fizeram com as cinzas, mas os restos mortais do navegador nunca foram encontrados.